# Диндер (биосферный резерват)
Диндер (англ. Dinder) — национальный парк в Судане. Парк был основан в 1935 году, в 1979 году был объявлен биосферным резерватом. Кроме этого на территории парка расположены водно-болотные угодья, охраняемые Рамсарской конвенцией. С 2001 года в парке ведутся исследования в рамках программы BirdLife International.

## Физико-географическая характеристика

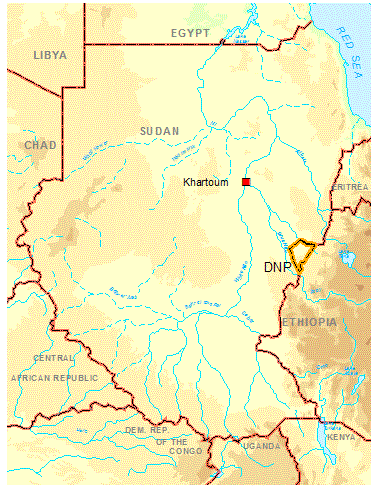

Резерват расположен на границе с Эфиопией к востоку от города Ed Damanzin. Помимо собственно национального парка, он включает буферные зоны в западной и южной частях. Севернее парка расположен обширный охотничий резерват Рахад (англ. Rahad Game Reserve). Большую часть парка занимают равнины, расположенные в затапливаемых низинах. В южной части резервата расположены каменистые холмы Эфиопского высокогорья. Основные реки, Рахад и Диндер, протекают по парку в направлении с севера на запад. В сезон дождей, который обычно бывает с мая по ноябрь, эти реки с их притоками затопляют часть парка на границе с Эфиопией, образуя озёра майя (англ. maya). Среднегодовое количество осадков на территории парка варьируется от 600 до 1000 мм.
В базе данных всемирной сети биосферных резерватов указаны следующие координаты резервата: 11°00′ с. ш. 34°30′ в. д. — 13°00′ с. ш. 36°00′ в. д.. Общая площадь резервата составляет около 6500 км², при этом ядром резервата является национальный парк площадью 8,9 км², размеры буферной зоны и зоны сотрудничества уточняются.
Высота над уровнем моря колеблется от 700 до 800 метров.

## Флора и фауна
Резерват представляет собой смесь лугов и тропической саванны и имеет важное значение для сезонной миграции птиц и животных, которые проводят в парке сезон засухи.
Растительный мир саванны представлен Acacia seyal, баланитес египетский (Balanites aegyptiaca), сорго (Sorghum), Комбретум (Combretum). Леса на берегах рек характеризуются Hyphaene thebaica, Acacia sieberiana, Tamarindus indica и Dalbergia melanoxylon. В болотистых почвах и на берегах озёр растут Ipomoea aquatica, Sorghum sudanensis, Cynadon dactylon и Echinochloa.
Ряд животных, обитающих в парке, включён в красный список МСОП, — это саванный слон (Loxodonta africana), лев (Panthera leo), гепард (Acinonyx jubatus), полосатая гиена (Hyaena hyaena), пятнистая гиена (Crocuta crocuta), жираф (Giraffa camelopardalis), африканский буйвол (Syncerus caffer), большой редунка (Redunca arundinum), лошадиная антилопа (Hippotragus equinus), обыкновенный водяной козёл (Kobus ellipsiprymnus), большой куду (Tragelaphus strepsiceros), топи (Damaliscus lunatus), ориби (Ourebia ourebi), краснолобая газель (Gazella rufifrons).
В последние годы количество млекопитающих в парке существенно сократилось. Основной причиной этого является фермерство и незаконная охота. Для сохранения биоразнообразия региона администрацией национального парка был запущен проект по интеграции местных общин в процесс сохранения видов и управления природными ресурсами региона. В рамках проекта планируется восстановление популяции ряда видов, которые уже отсутствуют на территории резервата, в частности, нильского крокодила (Crocodylus niloticus).

## Взаимодействие с человеком
По данным 2001 года на территории резервата проживало 7 200 человек.